# Třída Brooke
Třída Brooke byla lodní třída raketových fregat Námořnictva Spojených států amerických. Byly to první postavené americké raketové fregaty. Konstrukčně jsou téměř shodné s třídou Garcia, od které se liší především instalací protiletadlového systému Tartar namísto jedné z dělových věží a složením elektroniky. V letech 1962–1968 bylo postaveno šest lodí této třídy, které americké námořnictvo provozovalo v letech 1966–1989. Brooke, Talbot, Richard L. Page a Julius A. Furer byly mezi lety 1989–1994 zapůjčeny Pákistánu.

## Stavba
Celkem bylo postaveno šest jednotek této třídy. První trojici postavila loděnice Lockheed Shipbuilding and Construction Company v Seattlu a druhou loděnice Bath Iron Works v Bathu. Do služby byly přijaty v letech 1966–1968.
Jednotky třídy Brooke:
| Jméno                                 | Loděnice              | Zahájení stavby   | Spuštěna          | Vstup do služby    | Status                                                                     |
| ------------------------------------- | --------------------- | ----------------- | ----------------- | ------------------ | -------------------------------------------------------------------------- |
| USS Brooke (FFG-1, ex DEG-1)          | Lockheed Shipbuilding | 19. prosince 1962 | 19. července 1963 | 12. března 1966    | Vyřazena 1988. V letech 1989–1993 zapůjčena Pákistánu jako Khaibar (F163). |
| USS Ramsey (FFG-2, ex DEG-2)          | Lockheed Shipbuilding | 4. února 1963     | 15. října 1963    | 3. července 1967   | Vyřazena 1988. Vyškrtnuta 1992.                                            |
| USS Schofield (FFG-3, ex DEG-3)       | Lockheed Shipbuilding | 15. dubna 1963    | 7. prosince 1963  | 11. května 1968    | Vyřazena 1988. Vyškrtnuta 1992.                                            |
| USS Talbot (FFG-4, ex DEG-4)          | Bath Iron Works       | 4. května 1964    | 6. ledna 1966     | 22. dubna 1967     | Vyřazena 1988. V letech 1989–1993 zapůjčena Pákistánu jako Hunain (F169).  |
| USS Richard L. Page (FFG-5, ex DEG-5) | Bath Iron Works       | 4. ledna 1965     | 4. dubna 1966     | 5. srpna 1967      | Vyřazena 1988. V letech 1989–1994 zapůjčena Pákistánu jako Tabuk (F159).   |
| USS Julius A. Furer (FFG-6, ex DEG-6) | Bath Iron Works       | 12. července 1965 | 22. července 1966 | 11. listopadu 1967 | Vyřazena 1988. V letech 1989–1993 zapůjčena Pákistánu jako Badr (F161).    |

## Konstrukce

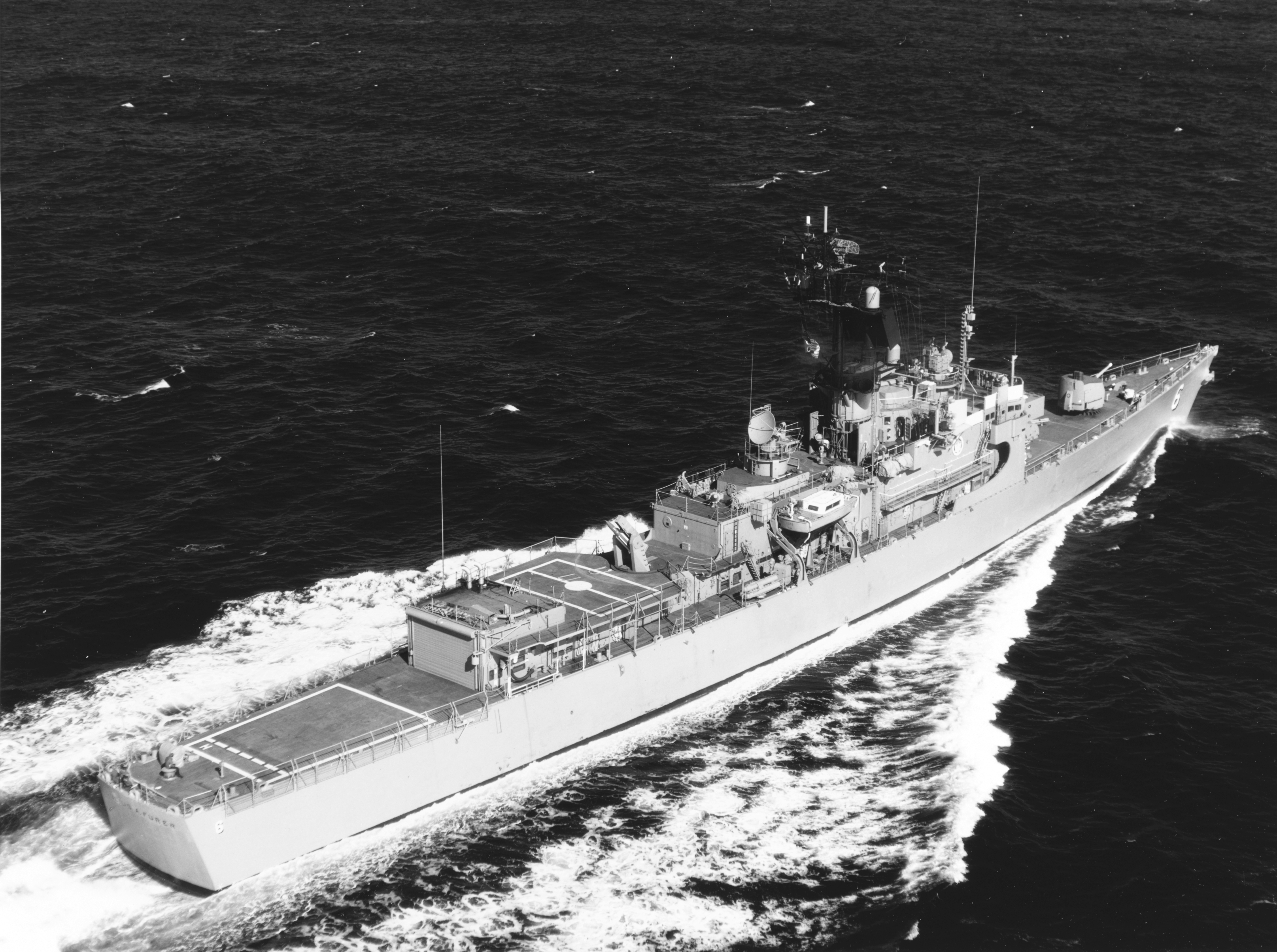
USS Julius A. Furer (FFG-6)

Výzbroj tvořil jeden 127mm kanón ve věži na přídi. Za věží stálo osminásobné vypouštěcí zařízení raketových torpéd ASROC (FFG-4 až FFG-6 nesly ještě osm záložních střel). Doplňovaly je dva trojhlavňové 324mm torpédomety Mk.32. Na nástavbě mezi komínem a hangárem bylo umístěno vypouštěcí zařízení protiletadlových řízených střel Tartar se zásobou 16 raket. Z plošiny na zádi mohl operovat bezpilotní protiponorkový vrtulník systému QH-50 DASH.
Pohonný systém tvořily dva kotle Foster Wheeler a jedna turbína Westinghouse (FFG-4 až FFG-6 měly turbínu General Electric) o výkonu 35 000 hp, pohánějící jeden lodní šroub. Nejvyšší rychlost dosahovala 27 uzlů. Dosah byl 4000 námořních mil při rychlosti dvacet uzlů.

### Modifikace

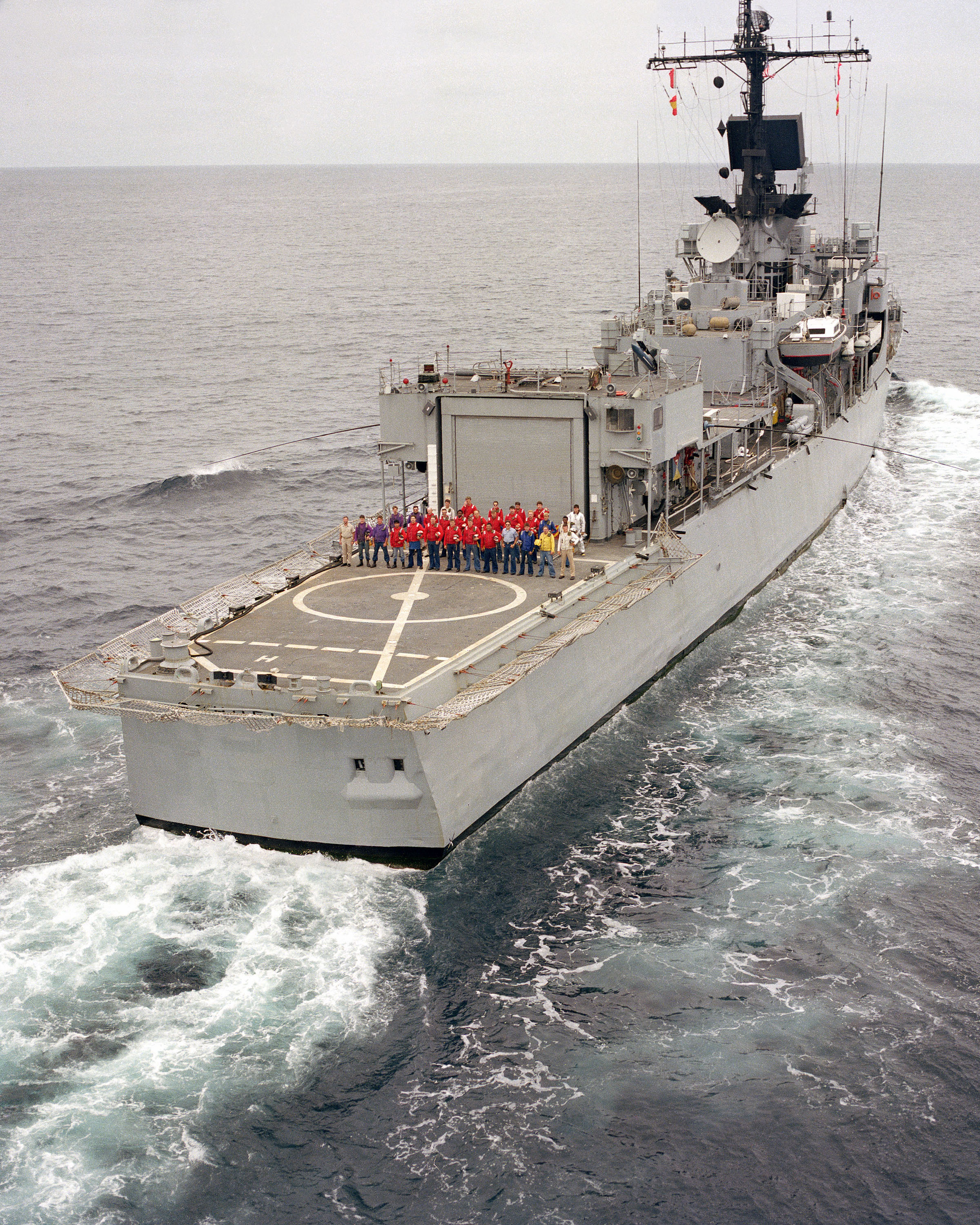
USS Schofield (FFG-3) již se zvětšenou přistávací plochou a hangárem

V pozdějších letech byly do výzbroje fregat integrovány modernější protiletadlové řízené střely Standard MR. V letech 1972-1975 byl vrtulník DASH nahrazen lehkým vrtulníkem SH-2D Seasprite systému LAMPS I. Zároveň byla zvětšena přistávací plocha a hangár, aby se tam větší vrtulník vešel.